# 石舞台古墳
石舞台古墳（いしぶたいこふん）は、奈良県明日香村にある古墳時代後期の古墳。国の特別史跡に指定されている。
元は土を盛りあげて作った墳丘で覆われていたが、その土が失われ、巨大な石を用いた横穴式石室が露出している。埋葬者としては蘇我馬子が有力視されている。

## 概要

石室俯瞰図

石室展開図

墳丘は現在失われているが、下部は方形で、20-50センチメートル大の花崗岩の貼石を約30度の傾斜で積み並べられていた。墳丘の周りに幅5.9-8.4メートルの空堀がめぐり、幅約7.0メートルの外堤が設けられている。外堤を復元すれば一辺約80メートルで、高さは約1.2メートルである。
封土（盛土）の上部が剥がされているため、その墳形は明確ではなく、2段積の方墳とも上円下方墳とも、あるいは、下方八角墳とも推測されている。また、一辺51メートルの方形基壇の周囲に貼石された空濠をめぐらし、さらに外提（南北約83メートル、東西81メートル）をめぐらした壮大な方形墳であるという。
埋葬施設は両袖式の横穴式石室で、西南方向に開口している。花崗岩で作られた石組みである。玄室は、長さ約7.7メートル、幅約3.5メートル、高さ約4.7メートル、羨道は長さ約11メートル、幅2.5メートルの規模を有する。また、石室内部には排水施設がある。約30の石が積まれ、その総重量は2,300トンに達すると推定されている。石は古墳のかたわらを流れる冬野川の上流約3キロメートル、多武峰のふもとから運ばれた。
石室はすでにほとんどの埋葬品が盗掘に遭った後であり、石棺の欠片等が発見されるに留まった。羨道部と外堤から土師器と須恵器や銅の金具などが見つかり、時代が下る宋銭や寛永通宝も出た。
外提の北西隅の外には刳坂（くりぬき）石棺を納めた横穴式石室があり、発見当初は陪塚（ばいちょう）であろうと推測されていた。しかしその後の調査で西側にも7基の横穴式石室が見つかり、いずれも石室内が整地されていたことなどから、石舞台古墳の築造にあたって周辺にあった古墳を削平し、土などを移したものと考えられている。
1952年（昭和27年）3月29日、国の特別史跡に指定された。

## 被葬者
被葬者は蘇我馬子であったとする説が有力である。『日本書紀』の推古天皇34年（626年）5五月の条に「大臣薨せぬ。仍りて桃原墓に葬る」とあり、大臣は、蘇我馬子を指している。封土が剥がされ、墓が暴かれたのは、蘇我氏に対する懲罰ではなかったかとする説もある。
また、三重中京大学名誉教授の上野利三は石室の壁に「馬子墓」の文字が刻まれており、肉眼でも確認可能との説を主張している。
ただし、異説があり、奈良大学の水野正好は、石の種類、築造年代などから蘇我稲目説を唱えている。

## 研究・発掘史
石舞台古墳が文献に記されるのは、江戸時代になってからである。延宝9年（1681年）の林宗甫『大和名所記』（和州旧跡幽考）に、石太屋という陵があると記しており、陵とは前後の文脈から天武天皇の陵と了解できる。「石太屋」（いしふとや）は大きな石で造った屋の意味で、これが「石舞台」と転訛したのではないかとの意見がある。嘉永元年（1848年）の『西国三十三所名所図会』にも、石舞台を天武天皇の殯のあとという記述があるが、現在では天武天皇の墓とする説を支持する学者はいない。
地元では他に「石蓋」（いしぶた）などの名前で呼ばれていた。「狐が女の姿に化けて古墳の上で踊ったことから石舞台と名付けられた」という伝説については、古墳のすぐそばで生まれ育った網干善教は、そのような話を自分は聞いたことがなく近年に創作された話であろう、としている。
明治時代に喜田貞吉が『日本書紀』にみえる桃原墓が石舞台にあたるとする説を発表し、以後これが有力になった。
1933年（昭和8年）と1935年（昭和10年）に京都帝国大学（当時）の浜田耕作らが中心となり、発掘調査が行われた。これより前には前方後円墳ではないかという説もあったが、貼石列、空堀、外堤の跡が見つかり、方形であることが判明した。発掘調査で古墳周囲の堀が見つかったのはこれが初めてのことであった。
1954年（昭和29年）から1959年（昭和34年）にかけて古墳の復元整備事業が行われた。この時、外側の堀を掘るために上を通っていた県道が迂回させられた。
巨石が組み上げられた基本的な外観は江戸時代から変わっていないが、石室と羨道部はかなり崩れていた。現在は修復され、内部が公開されているので玄室内に入ることも可能である。

## 入場
８時から17時まで
- 大人・大学生：300円
- 高校生：200円
- 中学生：150円
- 小学生：100円

## ギャラリー

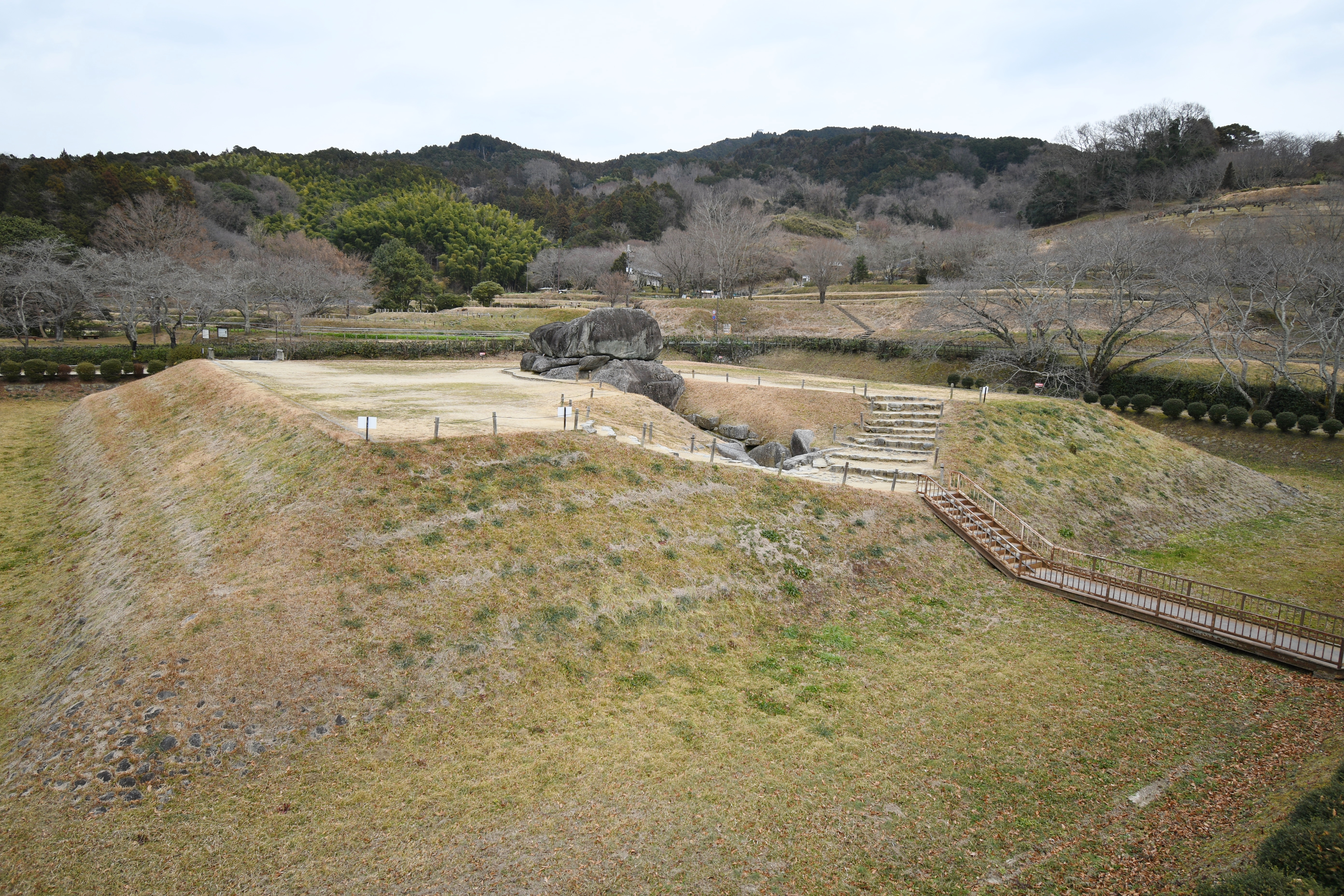
墳丘
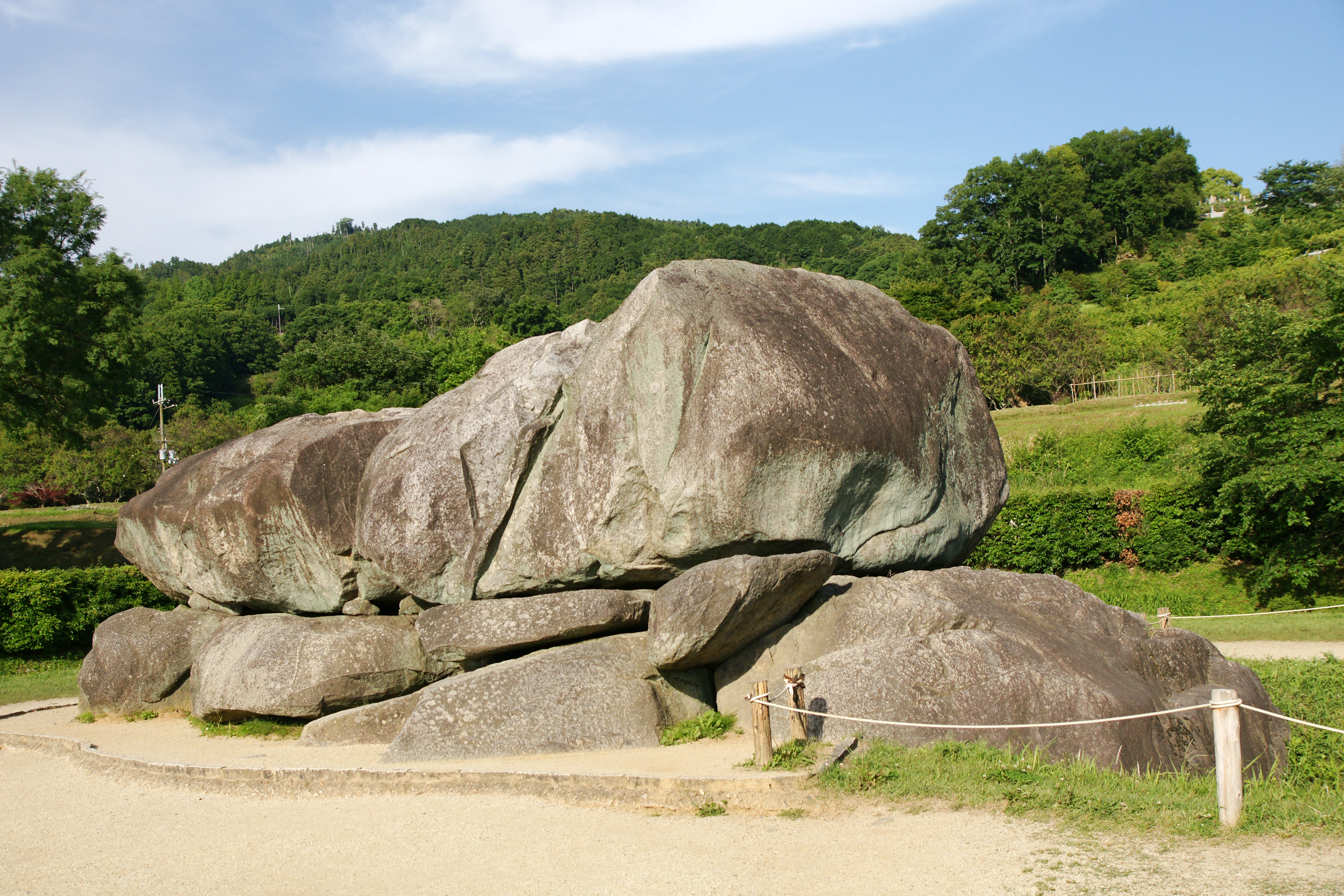
天井石前面
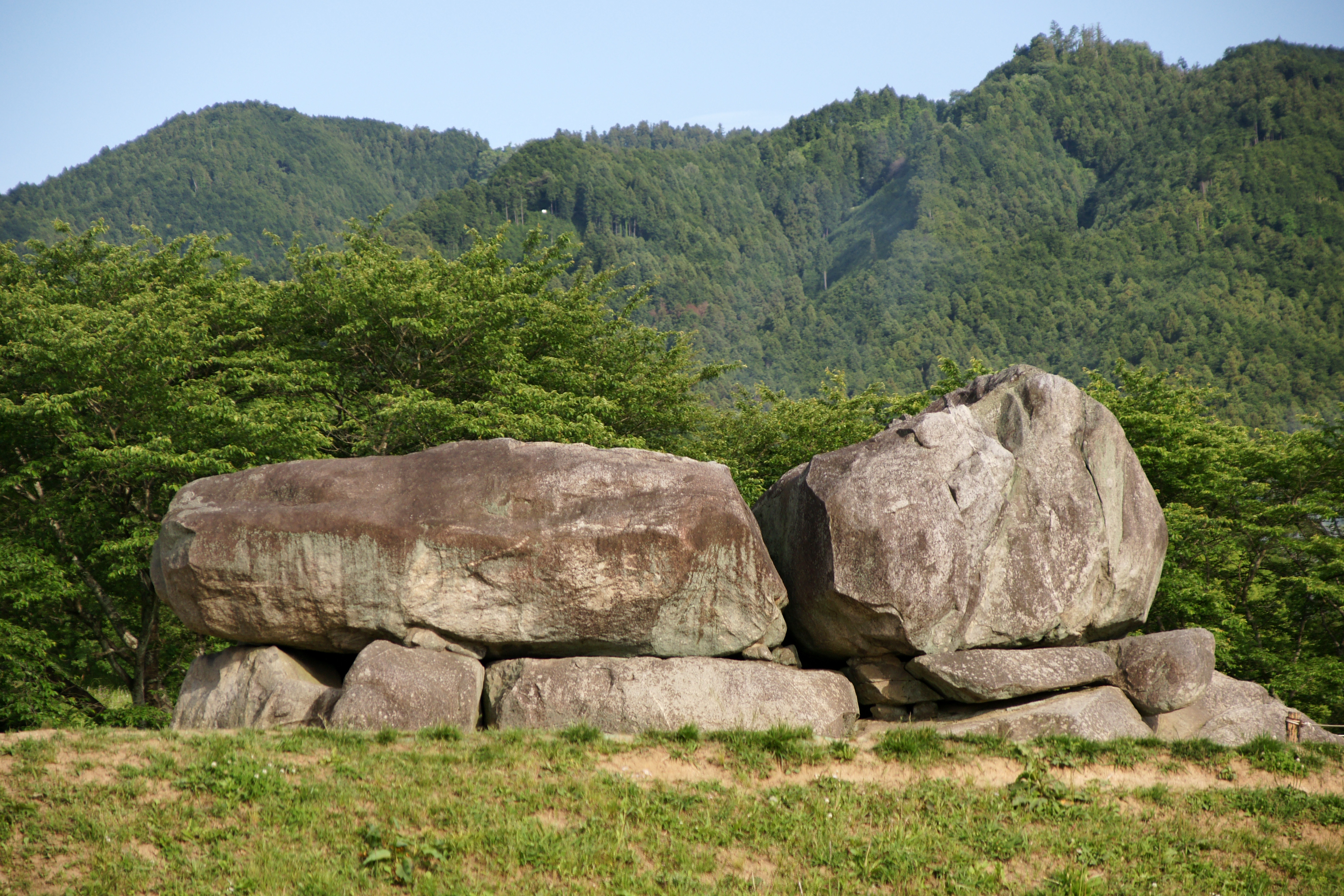
天井石側面
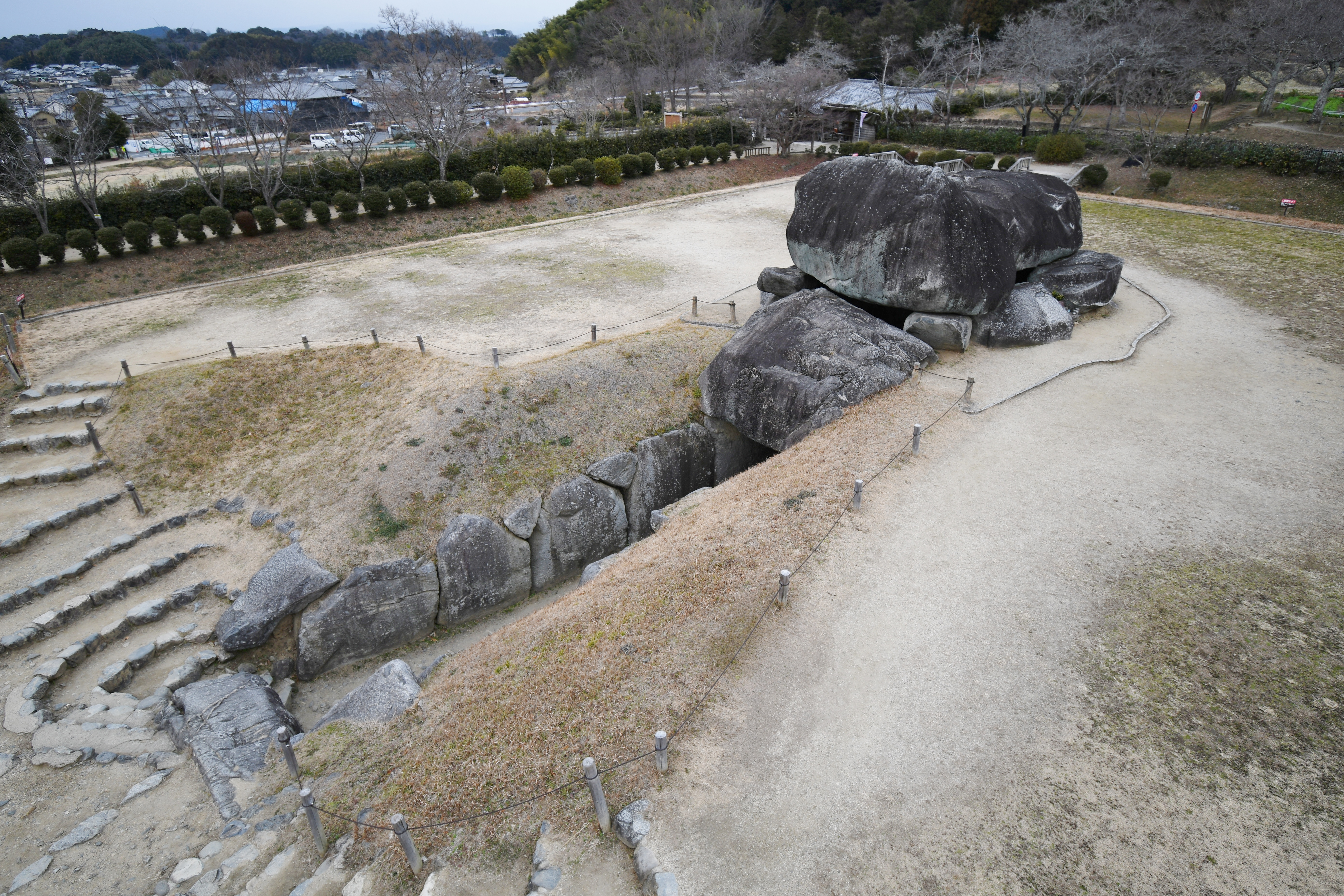
石室俯瞰
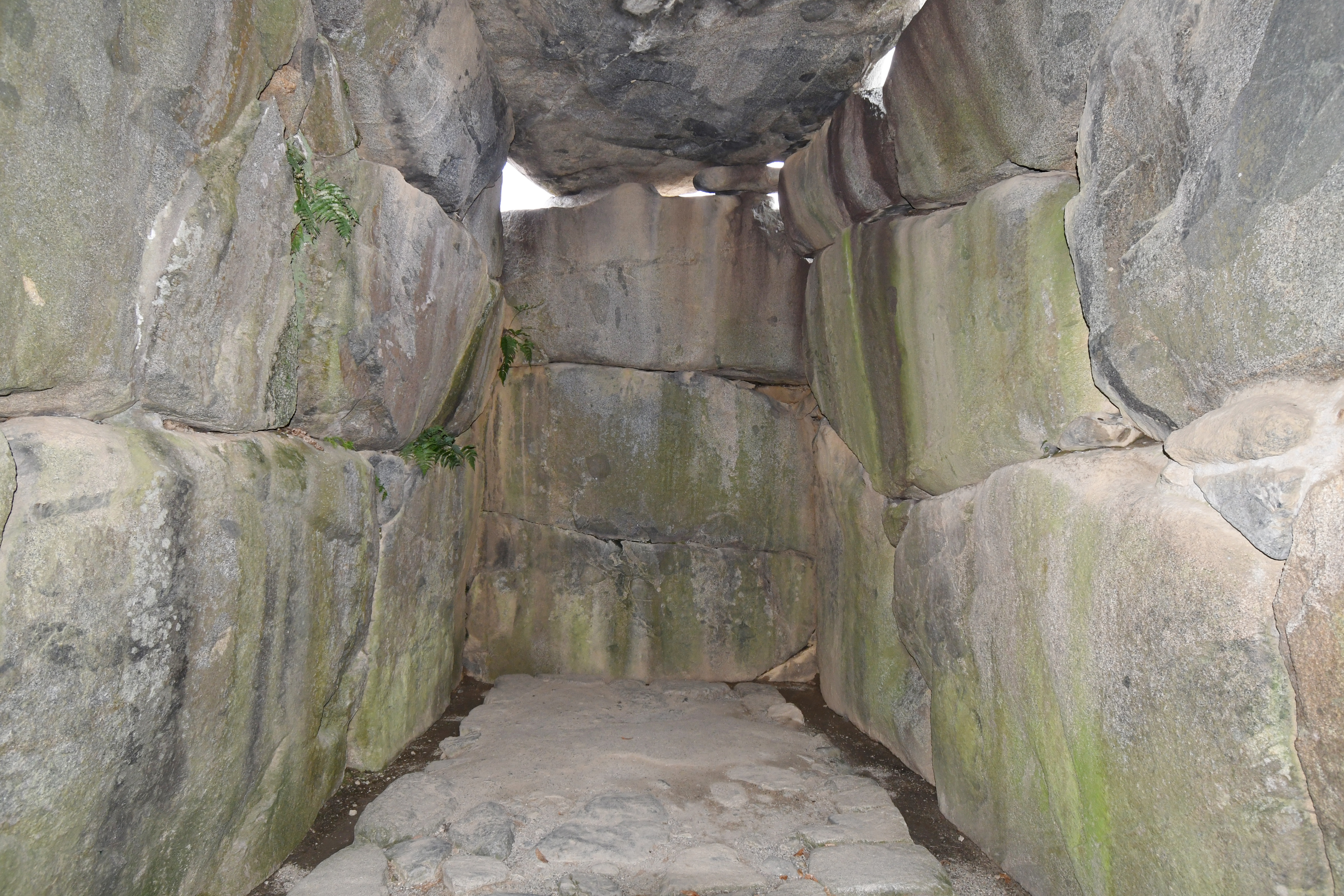
玄室（奥壁方向）
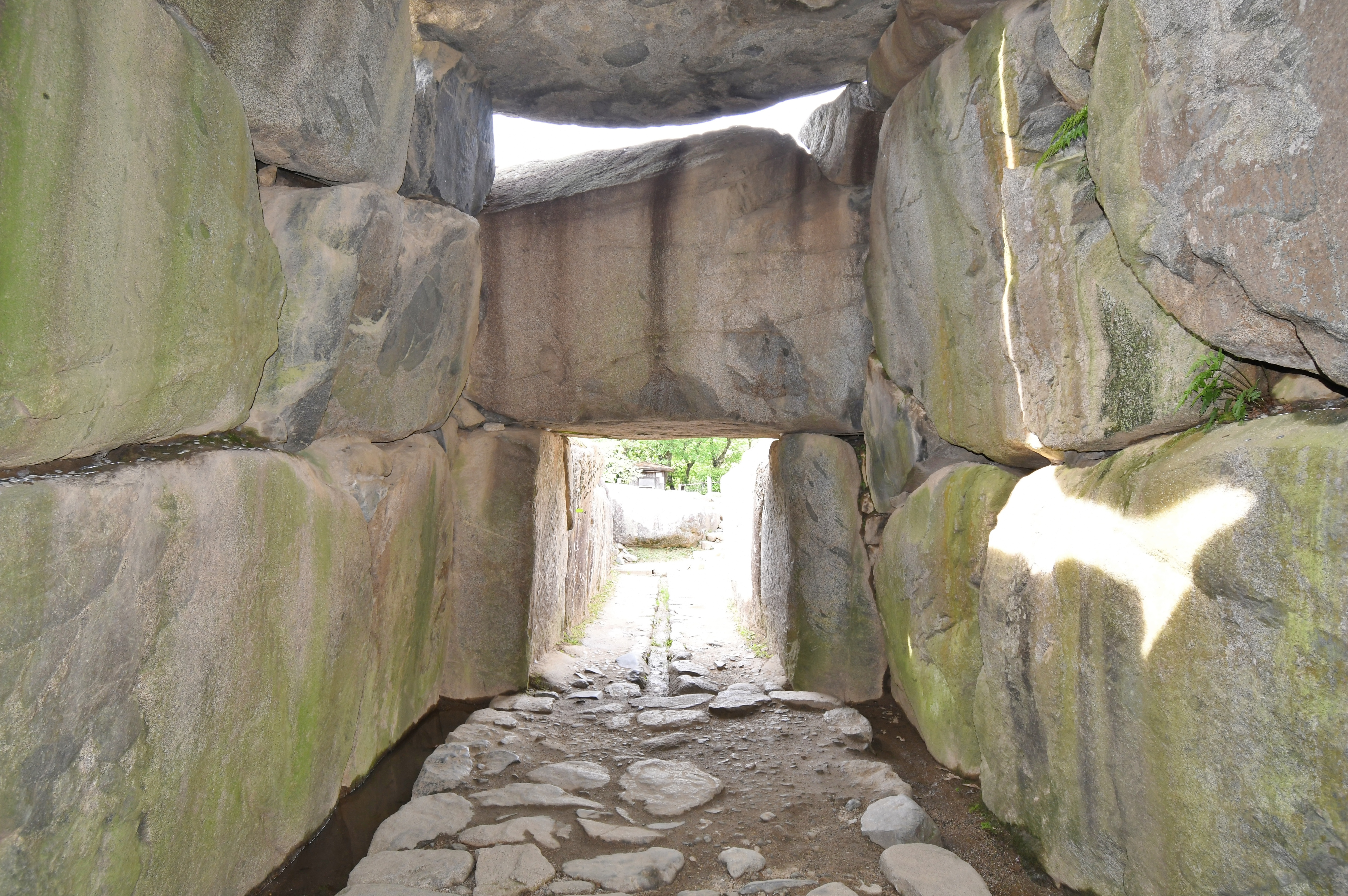
玄室（開口部方向）
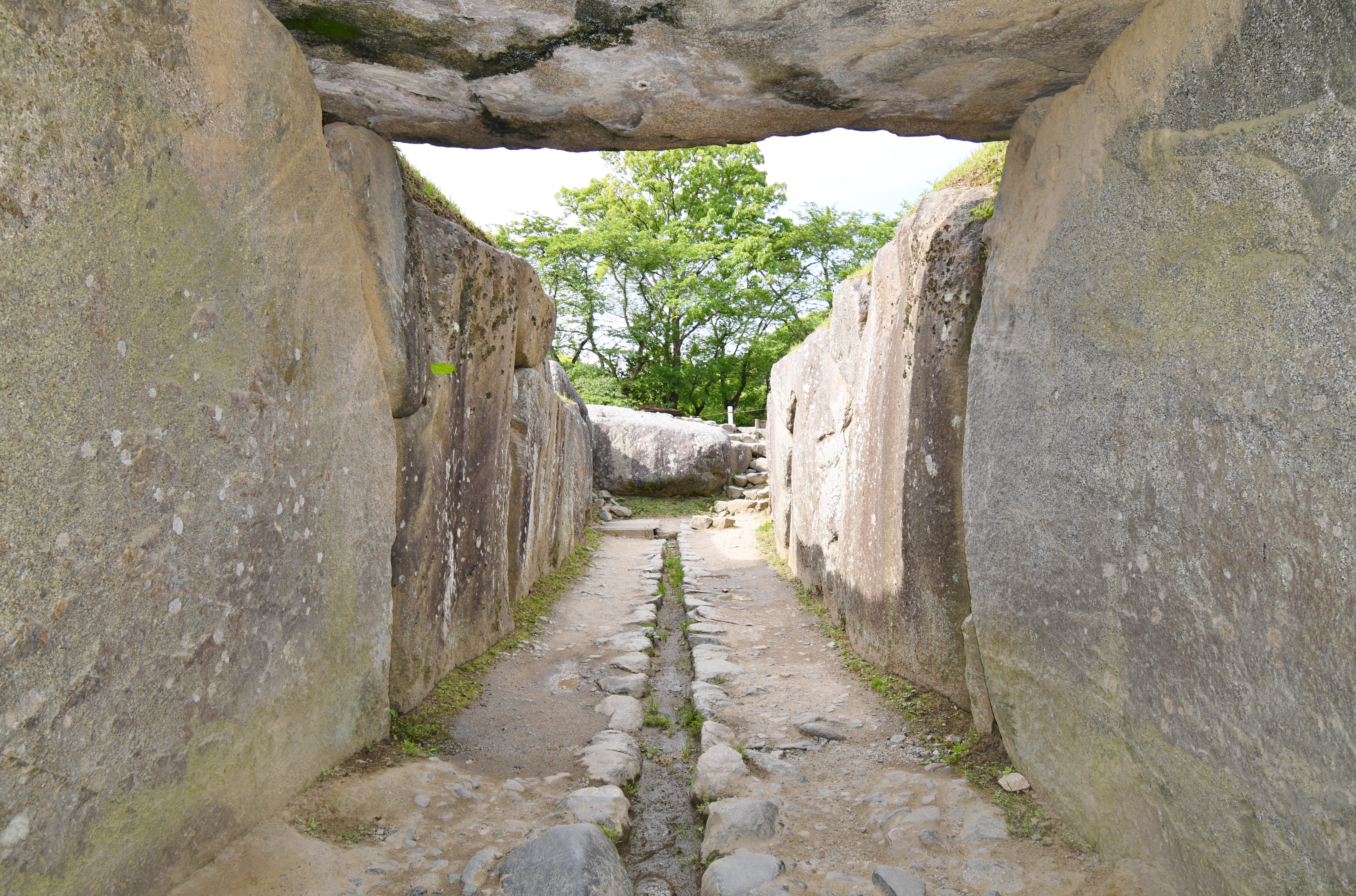
羨道（開口部方向）
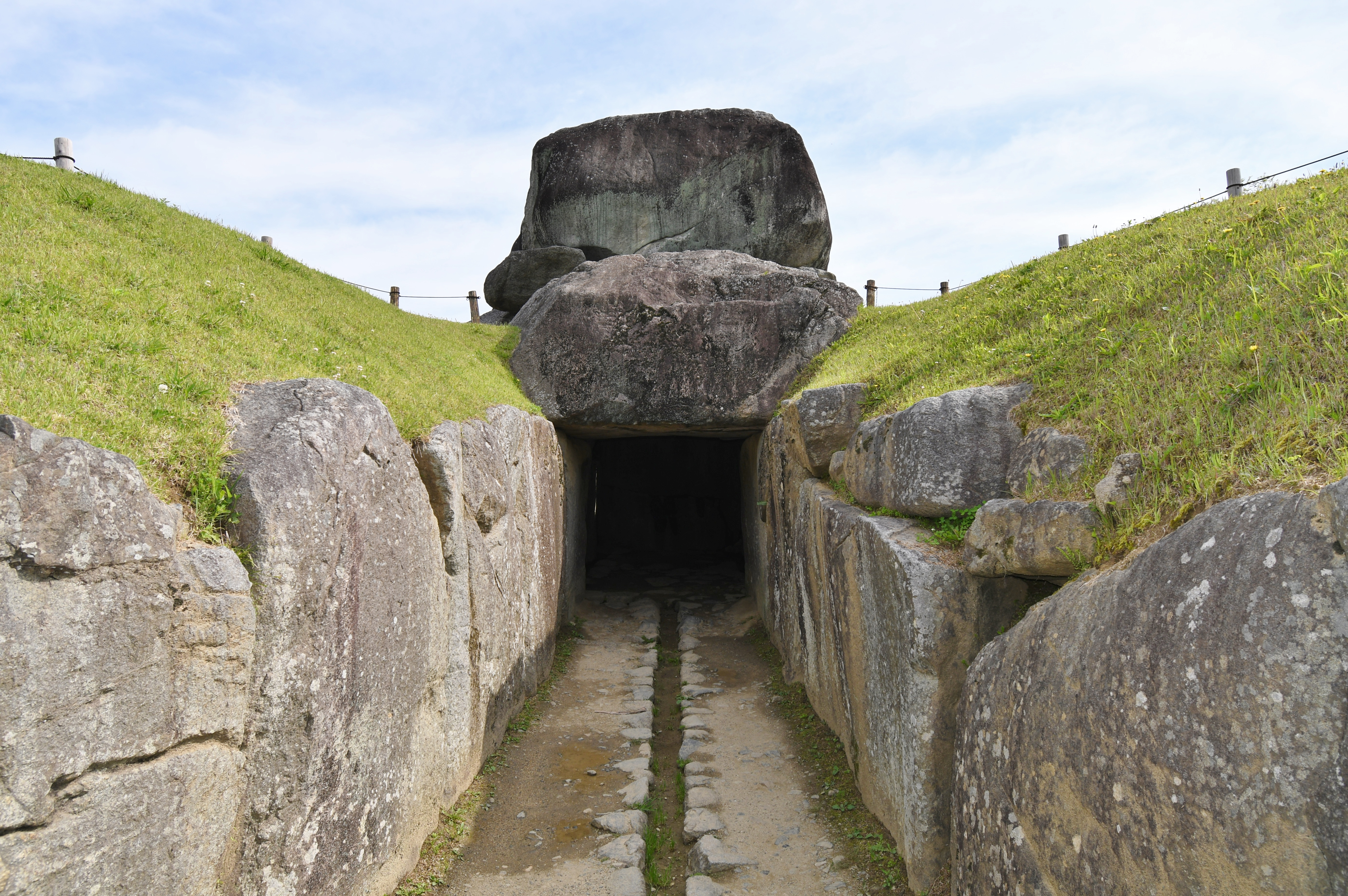
羨道（玄室方向）
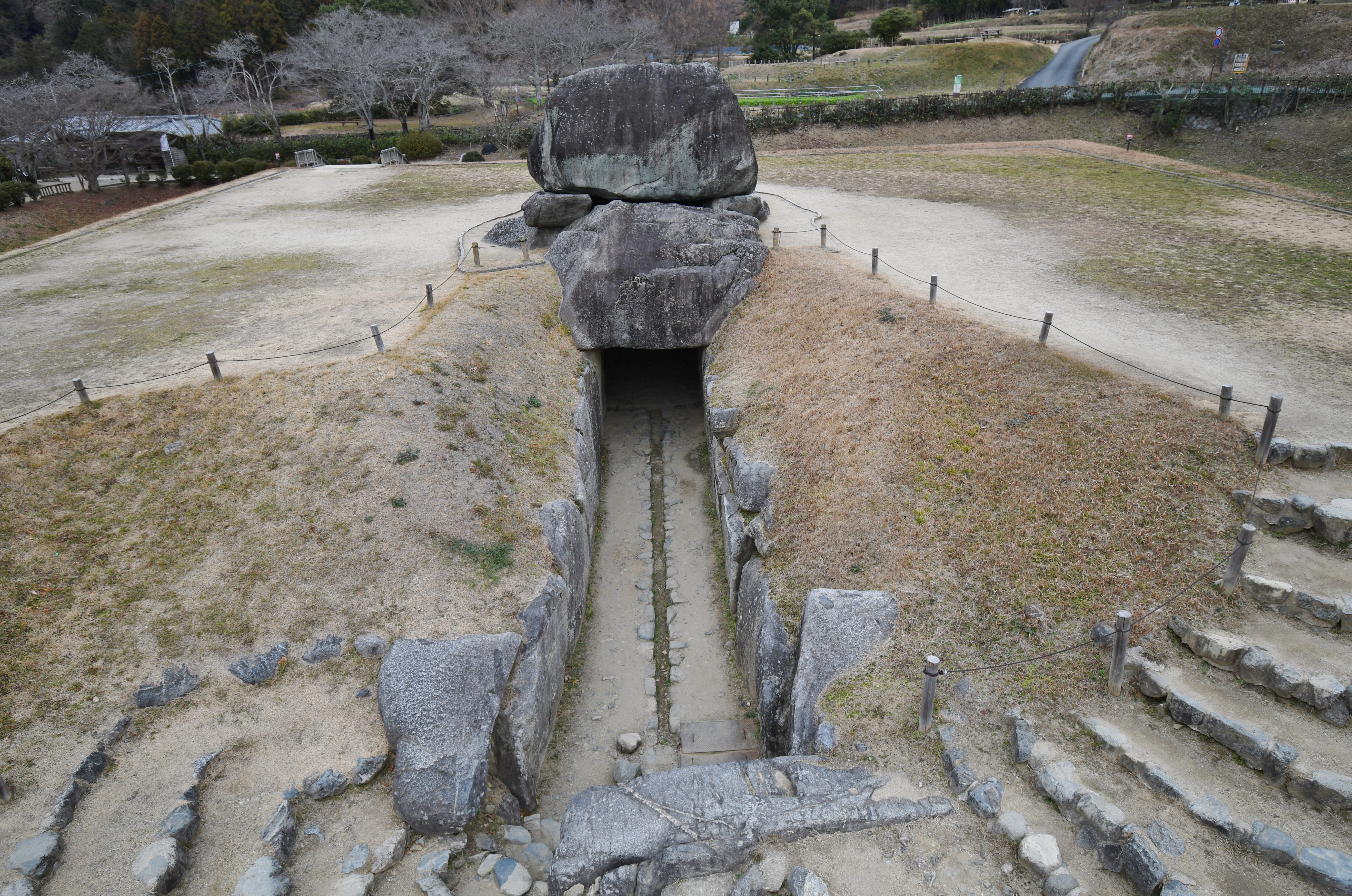
開口部

## 周辺
- 岡寺
- 飛鳥坐神社
- 飛鳥寺